# Horst Willner
Horst Willner (* 13. Oktober 1919 in Klotzsche; † 19. Juli 1999 in Bremen) war ein deutscher Rechtsanwalt und Präses der Handelskammer Bremen.

## Biografie
Willner wurde nach dem Abitur 1938 Seeoffizier in der Kriegsmarine. Er diente auf dem Segelschulschiff Gorch Fock und war im Zweiten Weltkrieg als Oberleutnant zur See Kommandant des U-Bootes U 3505.
Als U-Boot-Kommandant hatte Willner, entgegen den Bestimmungen für U-Boote, am 28. März 1945 seine Frau Ursula (verkleidet als Matrose) und seine drei Monate alte Tochter Barbara, welche in einem Seesack versteckt war, an Bord gebracht und in seiner Kabine untergebracht. Auf diese Bevorzugung von Angehörigen stand im Militärrecht die Todesstrafe. Willners Familie hätte auf der Wilhelm Gustloff flüchten sollen, jedoch entschied sich Horst Willner dazu, die reservierten Plätze zurückzugeben und rettete damit seiner Familie das Leben, da die Wilhelm Gustloff kurze Zeit nach dem Auslaufen von einem sowjetischen U-Boot versenkt wurde.
Nach dem Auslaufen aus dem Danziger Hafen, steuerte das Boot westlich Richtung Gotenhafen, wo Kommandant Willner 110 Kinder und Jugendliche, vorwiegend Angehörige der Hitlerjugend an Bord nahm, auch dies entgegen den Bestimmungen. Die Fahrt führte weiter über Bornholm, wo die Vorräte an Bord aufgefüllt wurden, nach Lübeck-Travemünde. Dort gingen die Flüchtlinge am 2. April 1945 von Bord, auch die Familie von Horst Willner.
Nach dem Krieg studierte er Rechtswissenschaften an der Universität Kiel. Er promovierte zu einem Thema im Seerecht zum Dr. jur. Von 1952 bis 1966 war er in der Rechtsanwaltssozietät Dr. Schackow & Partner. Er wurde Teilhaber und vertrat das Seerecht. 1967 wurde er Mitglied des Vorstandes vom Norddeutschen Lloyd. Er war hier für den Ausbau des Chartergeschäftes seit 1973 erfolgreich tätig. Auch das Indonesiengeschäft im Tabakhandel etablierte und baute er aus.
Willner war von 1975 bis 1985 Mitglied im Plenum der Handelskammer Bremen und Präses der Handelskammer von 1980 bis 1985. Er war weiterhin fast 30 Jahre Vorsitzender und Ehrenvorsitzender des Deutschen Schulschiffvereins.